# Чабанцева Могила
Чабанцева могила — скіфський курган V ст. до н. е., відкритий у 1972 р. Б. М. Мозолевським в околицях м. Орджонікідзе (сьогодні — м. Покров) Дніпропетровської області.

## Місцезнаходження
Курган є одним з насипів курганного могильника групи Страшна Могила. Могильник розташований в східній частині Богданівського кар'єру поблизу м. Покров і нараховував дев'ять насипів, шість з яких насипані рядом, три інших — на невеликій віддалі від них.

## Історія досліджень
В 1964—1965 рр. експедиція під керівництвом  О. І. Тереножкіна розкопала скіфські кургани  № 1, 4 і 6. Кургани № 3 і 9 загинули під час гірських робіт.
У 1969 р. Б. М. Мозолевським був досліджений курган № 2, датований епохою міді-бронзи.
У 1972—1973 рр. дослідження могильника було завершено. З трьох досліджених курганів № 5 і 7 очевидно, належали скіфам. Курган № 8 був споруджений в ямний час.

## Опис кургану та знахідок
Розмір кургану: висота від рівня сучасної поверхні — 2,7 м; діаметр  зі сходу на захід — 30 м, а з півночі на південь — 32 м. Курган був споруджений з плиток дерну та оточений потужним кільцем материкового викиду з кам'яною обкладкою. Нижня частина схилів кургану була укріплена кам'яною вимосткою з вапнякових каменів, серед яких і зустрічались гранітні та залізорудні. Під курганом відкрито дві, з'єднані між собою, підземні споруди. Перша споруда, в якій знаходилась основна гробниця, знаходилась в центрі кургану, а друга розташована в 4 м на північ від першої.
Основна гробниця (гробниця № 1) являла собою яму з підбоями під північну і західну сторони. Поховання було повністю розграбоване. В заповненні ями були виявлені: залізний лускатий панцир; уламок верхньої частини кістяної рукоятки ножа з двома отворами для заклепок; бронзовий двохлопатевий наконечник стріли з листовидним пером; чотирьохкутна золота накладка на дерев'яний посуд. Золота накладка на дерев'яний посуд була знайдена сильно пом'ятою. Вона мала загнутий верхній край, а на поверхні пластини зображена тварина, яка стояла на чотирьох ногах з нахиленою головою і широко розкритою пащею. З непропорційно великої пащі, розташованої на рівні лап, стирчать два великих ікла.
У гробницю № 2 починаючи з глибини 0,9 м від рівня давньої поверхні вів шестисходинчастий спуск загальною довжиною 5,2 м, шириною 1,5 м. Дно камери розміщене на глибині 3 м від рівня давньої поверхні. У вході та поховальній камері не було знайдено жодних знахідок, окрім перержавілої залізної пластинки від обладунку, що була в заповненні вхідної ями.